# 新宿区立戸山小学校
新宿区立戸山小学校（しんじゅくくりつ とやましょうがっこう）は、東京都新宿区百人町にある公立小学校。
1918年（大正7年）にかつての陸軍戸山学校の敷地を活用。江戸時代からこの地域では、鉄砲隊の訓練や演習が行われていたことから、地元の伝統芸能「百人町鉄砲音頭」が生まれており、現在も戸山小学校の運動会や地域行事にて伝承が行われている。また、新大久保界隈の通学区域であることから、生徒の国籍が年々多様化している特徴がある（2021年11月時点で12学級411名）。

## 概要

### 教育目標
人間尊重精神を基調とし、国際的視野に立ち、世界に貢献できる人間性豊かな心身ともにたくましい人間を育成するため、以下の目標を掲げている。
- 自ら学び行動する子ども
- 強い心と丈夫な体の子ども
- ルールを守り仲良く力を合わせる子ども
- 心の美しい思いやりのある子ども

### 教育特色
- 地域協働学校：地域住民と連携し、地域伝統や文化を学ぶ活動を推進
- 異学年交流：全学年を縦割り班に分け、異学年の児童が協力して活動する機会を設置
- 伝統文化継承：地域の伝統行事や文化を取り入れた教育活動
- 特別支援教育の充実：個々の児童のニーズに応じた支援体制を整備(後述)
- ICTの活用：タブレット端末を活用し、児童の主体的な学びを支援

### 「まなびの教室」
2016年(平成28年度)より開設された特別支援教育の取り組み。児童は通常学級での学習を行いながら、週1～2時間程度、「まなびの教室」で個別や少人数の指導を受けられる。戸山小学校を拠点校として、西戸山小学校、淀橋第四小学校の3校で巡回指導を行っており、児童一人ひとりの特性や学習スタイルに応じた個別・少人数指導を提供し、学習面や対人関係の課題に対する支援を行っている。
- 学習スタイルに応じた指導：視覚や聴覚など、児童の得意な学習方法を活用
- 対人関係の支援：絵カードなどの教材を用いて、相手の気持ちを考える練習を行い、他者理解を促進
- 運動や手先の不器用さへの対応：ゲームや遊びを通じて、手先や体の動きを経験し、生活場面での応用を目指す
- 特定教科学習困難への対応：工夫された教材を使用し、児童の得意な学び方で学習を進める

## 沿革
出典
- 1918年（大正7年）1月 - 開校(16学級、900名)
- 1924年（大正13年）6月 - 戸山尋常小学校 児童保護会発足
- 1941年（昭和16年）4月 - 戸山国民学校 教育奉仕会と改称(のちに教育助成会)
- 1944年（昭和19年）9月 - 茨城県・群馬県に集団疎開
- 1945年（昭和20年）4月 - 東京大空襲により校舎全焼
- 1946年（昭和21年）12月 - 第1次校舎復興
- 1947年（昭和22年）1月 - 学校給食開始
- 1949年（昭和24年）4月 - 戸山小学校PTA創立
- 1951年（昭和26年） 9月 - 西戸山小学校が分校として開校（戸塚第三小学校からも移籍）[4]。
- 1958年（昭和33年）6月 - 校舎鉄筋化開始
- 1967年（昭和42年）3月 - 戸山幼稚園併設
- 1968年（昭和43年）10月 - 開校50周年記念式典
- 1975年（昭和50年）10月 - 校舎鉄筋化完成
- 1976年（昭和51年）12月 - プール、屋内運動場改築落成
- 1977年（昭和52年）9月 - 校庭舗装完成
- 1978年（昭和53年）10月 - 開校60周年記念式典
- 1982年（昭和57年）
  - 1月 - 給食調理室改築工事完成
  - 3月 - 増築3教室工事完成
- 1988年（昭和63年)10月 - 開校70周年記念式典
- 1993年（平成5年）10月 - 開校75周年記念式典
- 1994年（平成6年）12月 - コンピュータ室完成
- 1998年（平成10年）10月 - 開校80周年記念式典、記念歌「笑顔輝く戸山の仲間」
- 2001年（平成13年）
  - 3月 - 卒業生総数15,070人
  - 9月 - プール改修
- 2003年（平成15年）10月 - 開校85周年記念式典
- 2005年（平成17年）
  - 2月 - 校庭改修工事
  - 6月 - 冷暖房設備設置工事(普通教室)
- 2007年（平成19年）
  - 4月 - 学童クラブ設置
  - 6月 - 戸山小子どもひろば設置
- 2008年（平成20年）11月 - 開校90周年記念式典
- 2010年（平成22年）12月 - プール改修工事
- 2011年（平成23年）9月 - 学校図書館蔵書データベース化
- 2012年（平成24年）2月 - 教育用ネットワーク設置、各教室ホワイトボード設置
- 2013年（平成25年）9月 - 校庭人工芝化工事
- 2018年（平成30年）9月 - 開校100周年記念式典
- 2023年（令和5年）10月 - 開校105周年記念式典
- 2024年（令和6年）3月 - 卒業生総数16,704人

## 校歌
- 作詞：葛原しげる
- 作曲：弘田龍太郎[5]

```
一、
戸山が原の朝風に わが手わが足いちみたち
心のひろのにひるがえす 自治の旗を見よや見よや
大久保戸山の学び舎に いそしむ我らの誇りにて

二、
都の春の花の雲 たえずたえせず胸の海に
うつりてみ空も輝やくは 自治の花の咲くか咲くか
大久保戸山の学び舎に いそしむ我らの誇りにて

三、（現在は略歌わず、元は二番）
神山不二の白雪を 清き気高き鑑とし 
望みの高嶺に登れよと 自治の鐘は鳴るよ鳴るよ
大久保戸山の学び舎に いそしむ我らの誇りにて
```

## 関連施設
- 戸山幼稚園：同敷地内に併設されており、幼小連携を図る(2013年度より休園中)[6]
- 戸山中学校：2005年3月を以て閉校となり、西早稲田中学校に統合となった。尚、戸山中学校の旧校舎は現在新宿区立図書館として活用されている
- 西戸山小学校：1951年に戸山小学校の分校として開校
- 学童クラブ・放課後子ども広場：児童の放課後の活動を支援する施設が併設

## 著名な卒業生
- 丹波哲郎（俳優）
- 戸川純（歌手・女優）
- 戸川京子（女優・タレント）
- 沢登伸一（音楽プロデューサー）
- 田代まさし（タレント）

## 近隣・関連
- 海城高校 – 1927年(昭和2年)に戸山小学校の隣に移設。元海軍養成学校
- 戸山公園 - 陸軍演習場跡地
- 公務員宿舎 – 元陸軍敷地であることから国営地として国鉄（現：JR）や国家公務員の宿舎が多く建つ
- ロッテ工場 – 閉鎖済であるが、隣接地に新宿工場があった
- 新宿スポーツセンター
- 新宿コズミックセンター
- 陸軍戸山学校

## アクセス
- 東日本旅客鉄道（JR東日本）山手線「新大久保駅」下車、徒歩5分
- 東日本旅客鉄道（JR東日本）中央・総武緩行線「大久保駅」下車、徒歩12分
- 東京メトロ副都心線「西早稲田駅」下車、徒歩12分